# Acestrocephalus pallidus
Acestrocephalus pallidus es una especie de peces de la familia Characidae en el orden de los Characiformes.

## Morfología
Los machos pueden llegar alcanzar los 6,1 cm de longitud total.
- Número de  vértebras: 38-39.[1]

## Hábitat
Vive en zonas de clima tropical.

## Distribución geográfica
Se encuentran en Sudamérica: ríos  Madeira y  Machado (Brasil ).